# Іванів (Гайсинський район)
Іва́нів — село в Україні, у Теплицькій селищній громаді Гайсинського району Вінницької області. Населення становить 248 осіб.

## Назва
7 червня 1946 року село Янів Теплицького району отримало назву «Іванів» і Янівську сільську Раду названо Іванівською.

## Історія
Село було засноване в 1823 році Іваном Воловодівським. Після нього, у 1863—1916 роках, власником села був Сергій Воловодівський.
У 1882 році село належало до Гранівської волості Гайсинського повіту Подільської губернії (на межі з Київською). Було 608 мешканців, 112 будинків, церква. У  власності селян — 782 десятини, поміщиків Чарномських (разом з Комарівкою) — 2125 десятин, церковної — 35 десятин.
Після розпаду Радянського Союзу село було включене до складу Теплицького району.
12 червня 2020 року, відповідно розпорядження Кабінету Міністрів України № 707-р «Про визначення адміністративних центрів та затвердження територій територіальних громад Вінницької області», село увійшло до складу Теплицької селищної громади.
19 липня 2020 року, в результаті адміністративно-територіальної реформи і ліквідації Теплицького району, село увійшло до складу Гайсинського району.

## Відомі люди
Уродженцем села є Гуцал Петро Федорович (1921—1996) — український письменник і перекладач.

## Пам'ятки
На Донівській вулиці розташована братська могила радянських воїнів (1944 рік; пам'ятка історії України)